# Нисирос
Нисирос (грч. Νίσυρος) је једно од острва у групацији Додеканеза у источној Грчкој. Управно острво припада округу Кос у оквиру Периферији Јужни Егеј, где са околним острвцима и хридима чини посебну општину. Главно место на острву је градић Мандраки.

## Природни услови
Нисирос је острво Додеканеза средње величине. Најближа осртва су му Тилос на 15 km ка југу и Кос на исто толиком растојању ка северу. Турска се налази 20ак km ка истоку. Острво је планинско и каменито, састављено највише од кречњачких стена. Доказ некадашње вулканске активности на острву су бројни угашени кратери. Обала Нисироса није превише разуђена, али постоји више малих залива са скривеним плажама.
Клима Нисироса је средоземна са дугим, сушним летима и благим и кишовитим зимама. Недостатак воде је значајно ограничење, али, будући да Нисирос близу копна, користе се богати подземни извори. Због тога је биљни и животињски свет бујнији него на неким околним острвима, мада је он особен за ову климу. Од гајених култура доминирају маслина и винова лоза.

## Историја
Нисирос је насељен још током праисторије. Током раздобља старе Грчке полис Нисирос је био члан Делског савеза. У следећим вековима острвоје било у сфери блиског, али знатно моћнијег и развијенијег Родоса, да би у 2. веку п. н. е. пало у руке старог Рима. Касније је Нисирос био у оквиру Византије, да би га 1309. године преузели витезови Малтешког реда. 1522. године острво преузимају Турци османлије и под њима Тилос остаје вековима, али уз задржавање одређених привилегија. И поред тога месни Грци се нису мирили са страном владавином, па се становништво Нисироса укључило у Грчки устанак 20их година 19. века, али није било прикључено новооснованој Грчкој. 1912. године острво запоседа Италија, која га губи после Другог светског рата у корист Грчке. Пропадање острва било је неминовно у овим турбуленцијама 20. века, али се последњих деценија ово је донекле умањило развојем туризма.

## Становништво
Главно становништво на Нисиросу су Грци. Нисирос спада у ретко насељена острва међу значајинијим острвима Додеканеза, а развој туризма током протеклих 20ак година допринео је просперитету острва и смањењу пада броја становника.

## Привреда
Данас се привреда Нисироса све више заснива на туризму, мада још увек доминира рударство — ископавање руда перлита и пемзе. Традицинални поморство и пољопривреда (маслине, винова лоза, мање јужно воће) су све мање значајни.